# Кауи, Саиф-Эддин
Саи́ф-Эдди́н Хауи́ (фр. Saîf-Eddine Khaoui; род. 27 апреля 1995[…], XIII округ Парижа) — тунисский футболист французского происхождения, полузащитник австралийского клуба «Макартур». Выступал за сборую Туниса.

## Клубная карьера

### «Тур»
Молодёжную карьеру провёл в «Туре». Дебют за основную команду в Лиге 2 состоялся 14 февраля 2014 в матче против «Истр».

### «Олимпик Марсель»
18 июня 2016 года перешёл в состав марсельского «Олимпика» за 1 миллион €. 14 августа дебютировал в Лиге 1 в матче против «Тулузы» (0:0), заменив Флорьяна Товена.

### «Труа»
26 июля 2017 был отдан в аренду в «Труа». 5 августа дебютировал за новый клуб в матче против «Ренна» (1:1).

### «Кан»
31 августа 2018 года был отдан в аренду в «Кан» на сезон 2018/19.

### «Клермон»
14 августа 2021 года Кауи подписал двухлетний контракт с клубом «Клермон».

### «Хаур-Факкан»
11 июня 2023 года присоединился к эмиратскому клубу «Хаур-Факкан».

## Карьера за сборную
Дебют за национальную сборную Туниса состоялся 23 марта 2018 года в товарищеском матче против сборной Ирана (1:0). Включен в состав сборной на чемпионат мира 2018 в России.

### Голы за сборную
| №  | Дата           | Место                                        | Соперник | Счёт | Результат | Турнир                   |
| -- | -------------- | -------------------------------------------- | -------- | ---- | --------- | ------------------------ |
| 1. | 15 ноября 2019 | Олимпийский стадион, Радес, Тунис            | Ливия    | 2–0  | 4–1       | Квалификация на КАН 2021 |
| 2. | 15 ноября 2019 | Олимпийский стадион, Радес, Тунис            | Ливия    | 3–1  | 4–1       | Квалификация на КАН 2021 |
| 3. | 9 октября 2020 | Олимпийский стадион, Радес, Тунис            | Судан    | 1–0  | 3–0       | Товарищеский матч        |
| 4. | 17 ноября 2020 | Национальный стадион, Дар-эс-Салам, Танзания | Танзания | 1–0  | 1–1       | Квалификация на КАН 2021 |